# Microsoft YaHei
Microsoft YaHei (en chino, 微软雅黑; pinyin, Wēiruǎn Yǎhēi) es una tipografía sans-serif gótica china creada por Founder Electronics y Monotype por encargo de Microsoft.
La familia tipográfica incluye dos archivos separados, uno para el peso regular y otro para la negrita (MSYH.TTF y MSYHBD.TTF, respectivamente. Entre sus características OpenType incluye escritura vertical.
Microsoft YaHei se distribuye con la versión en chino simplificado de Windows Vista y Windows 7 como la tipografía predeterminada de la interfaz de usuario, con el objetivo de ser más legible que su predecesora, SimSun, cuando se utiliza con ClearType. También se incluye en la versión en chino simplificado de Microsoft Office 2007.
La tipografía contiene 20.902 ideogramas unificados CJK especificados en Unicode, más aproximadamente 80 ideogramas definidos por la Standardization Administration of China. Asimismo, soporta el conjunto de caracteres GBK.